# Daillens
Daillens (toponimo francese) è un comune svizzero di 958 abitanti del Canton Vaud, nel distretto del Gros-de-Vaud.

## Storia

### Simboli
Lo stemma, adottato dal comune nel 1921, riprende il blasone dei Signori di Daillens, che si estinsero all'inizio del XVII secolo.

## Monumenti e luoghi d'interesse

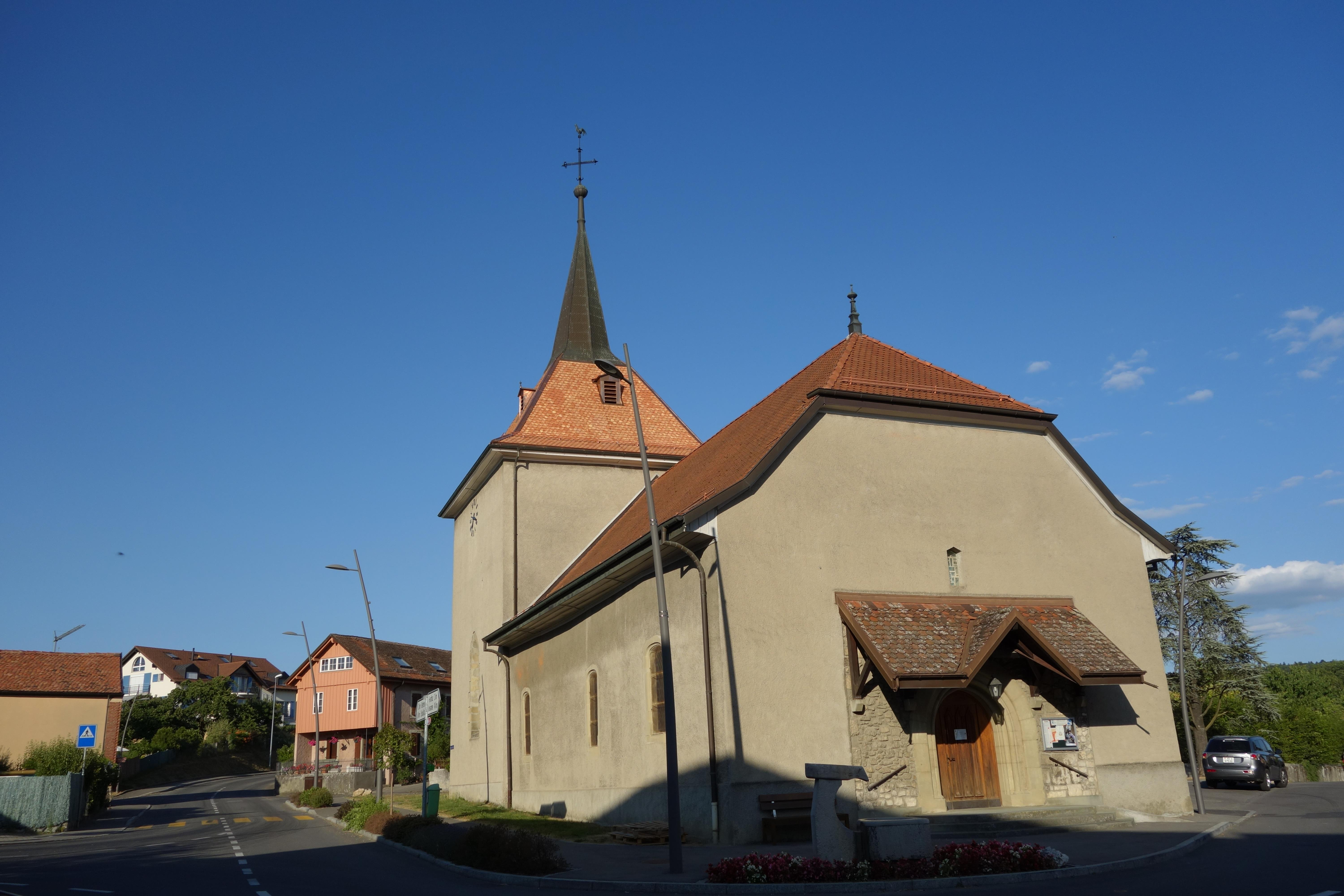
La chiesa della Vergine

- Chiesa riformata della Vergine, attestata dal 1228[3].

## Società

### Evoluzione demografica
L'evoluzione demografica è riportata nella seguente tabella:
Abitanti censiti

## Amministrazione
Ogni famiglia originaria del luogo fa parte del cosiddetto comune patriziale e ha la responsabilità della manutenzione di ogni bene ricadente all'interno dei confini del comune.